# Thomastown, Kilkenny
Thomastown (iriska: Baile Mhic Andáin) är ett samhälle i grevskapet Kilkenny på Irland, belägen söder om staden Kilkenny i den sydöstra delen av landet. Thomastown ligger längs med floden Nore och är det största i grevskapet efter Kilkenny. Fram till 1000-talet hette samhället Grennan.